# Spoorlijn Laval - Pouancé
De spoorlijn Laval - Pouancé was een Franse spoorlijn van Laval naar Pouancé. De lijn was 58,7 km lang en heeft als lijnnummer 462 000.

## Geschiedenis
De lijn werd geopend door de Compagnie des chemins de fer de l'Ouest op 2 december 1888. Op 1 maart 1938 werd het reizigersvervoer opgeheven, goederenvervoer werd stapsgewijs opgeheven. Van Renazé naar Chazé-Henry op 20 mei 1951, van Chazé-Henry naar Pouancé op 3 november 1969, van Saint-Berthevin naar Renazé op 29 september 1969 en van Laval naar Saint-Berthevin in 1994.

## Aansluitingen
In de volgende plaatsen is of was er een aansluiting op de volgende spoorlijnen:
Laval
RFN 420 000, spoorlijn tussen Paris-Montparnasse en Brest
RFN 458 000, spoorlijn tussen Laval en Gennes-Longuefuye
Craon
RFN 461 000, spoorlijn tussen Laval en Pouancé
Pouancé
RFN 460 000, spoorlijn tussen Sablé en Montoir-de-Bretagne

## Galerij

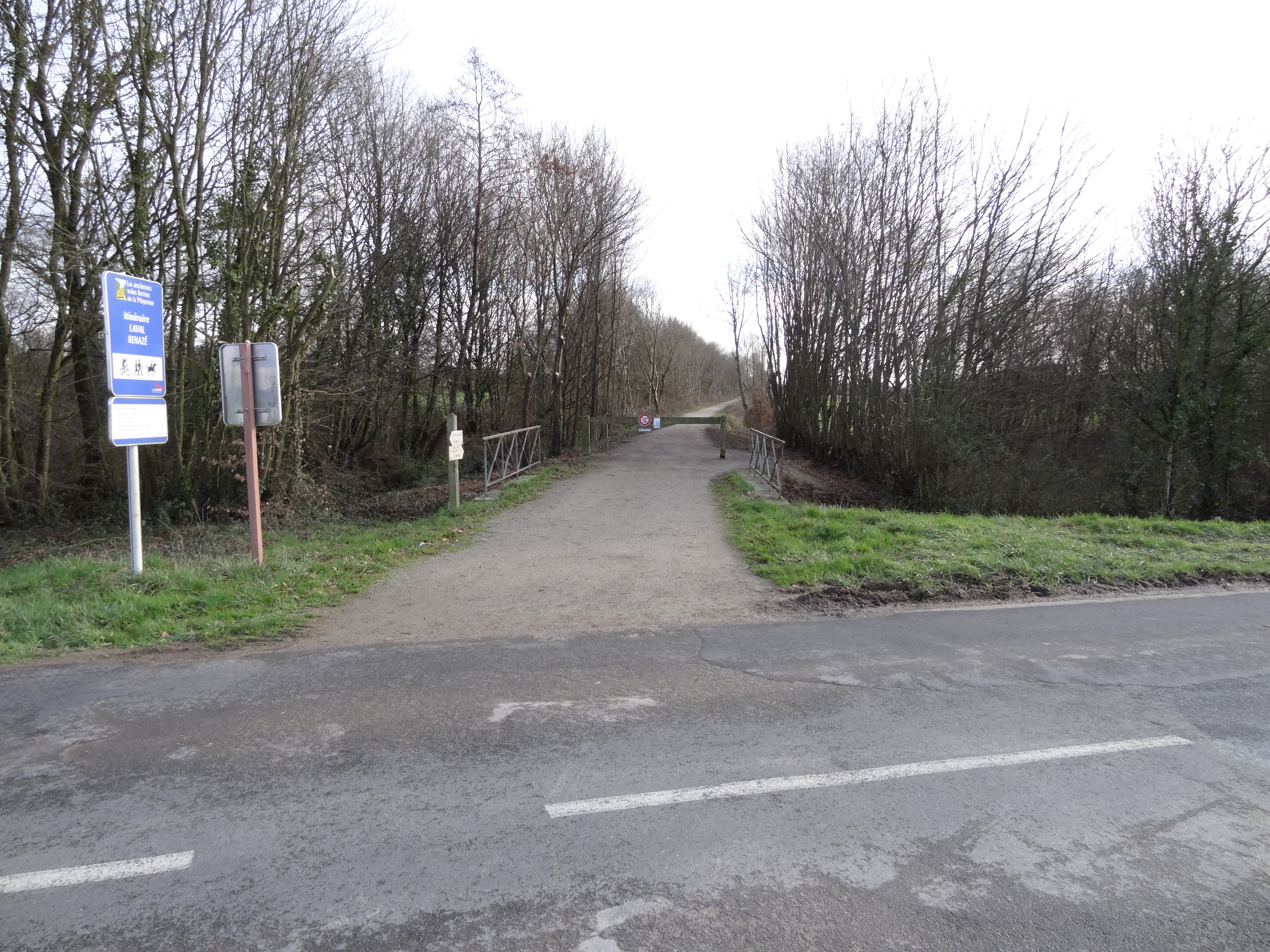
Spoorbedding bij Montigné-le-Brillant
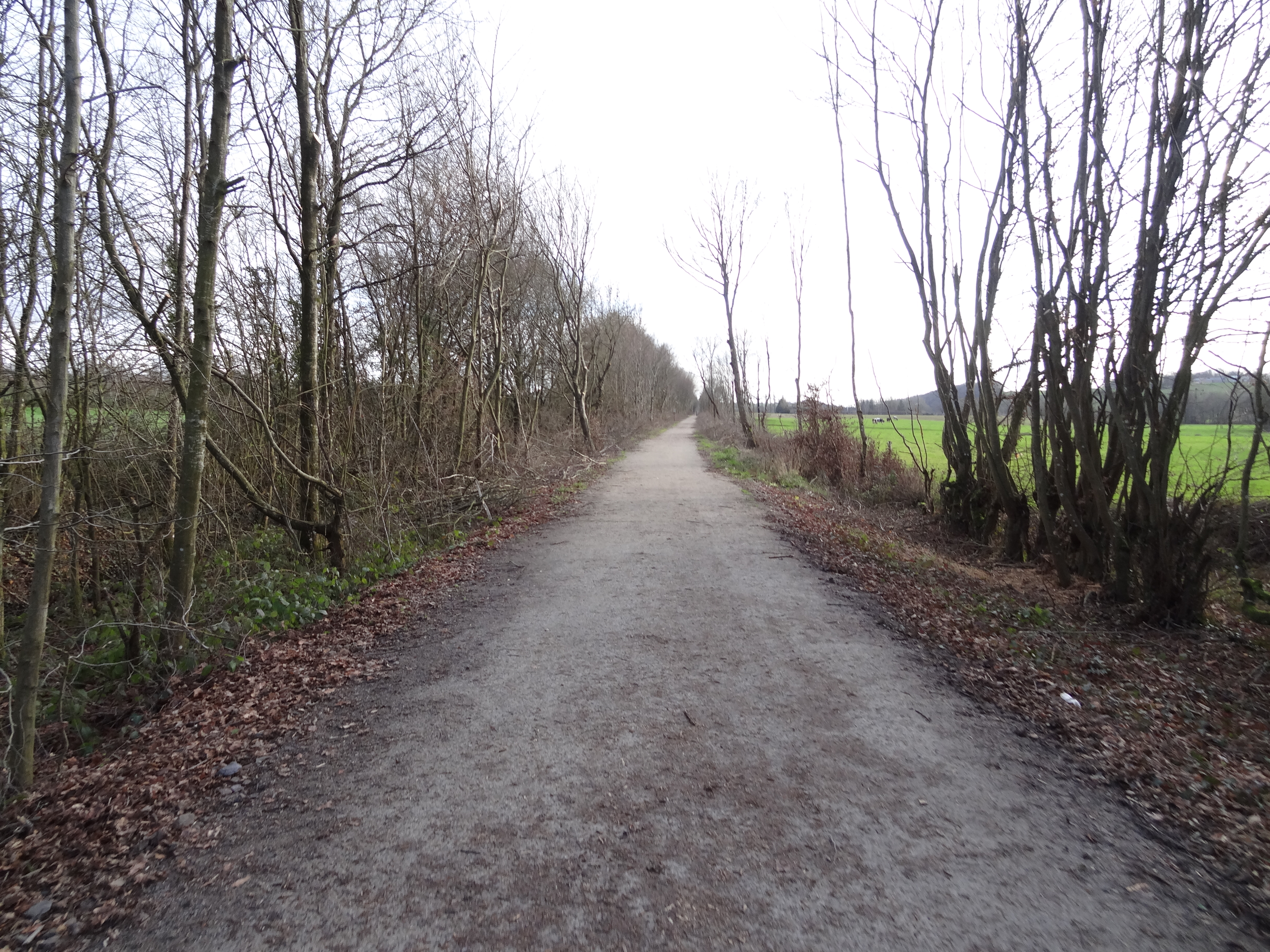
Spoorbedding bij Montigné-le-Brillant